# Långmarktjärnen (Ströms socken, Jämtland, 708335-147264)
Långmarktjärnen är en sjö i Strömsunds kommun i Jämtland och ingår i Indalsälvens huvudavrinningsområde.